# アルボ

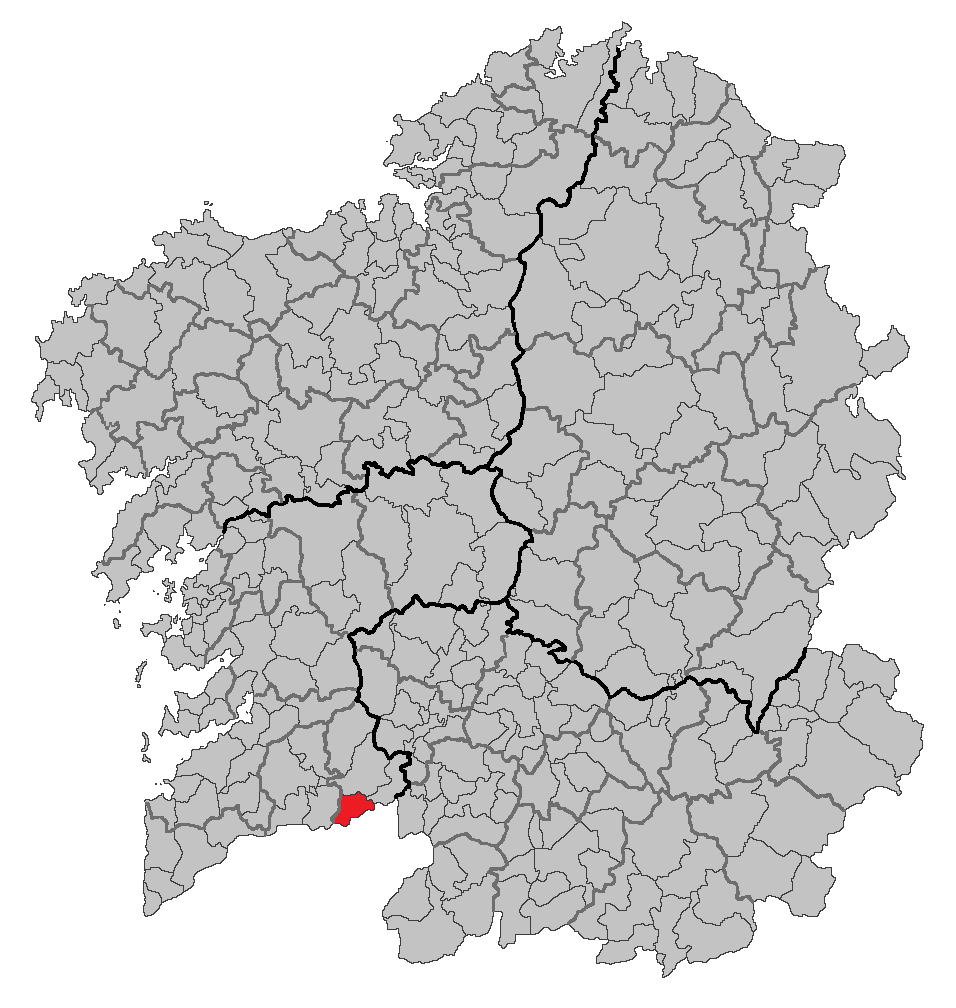
ガリシア州内の位置

アルボ（Arbo）は、スペイン、ガリシア州ポンテベドラ県の自治体。コマルカ・ダ・パラダンタに属する。ガリシア統計局によると、2010年の人口は3,801人（2009年：3,833人、2004年：4,018人、2003年：4,121人）。住民呼称は男女同形のarbense。
ガリシア語話者の自治体住民に占める割合は51.45％（2011年）。

## 地理
アルボはポンテベドラ県の南東部に位置し、コマルカ・ダ・パラダンタに属する。隣接する自治体は、北がア・カニーサ、東がクレセンテ、西がアス・ネベス、そして南がミーニョ川を隔ててポルトガルのメルガーソ（Melgaço）となっている。自治体の中心はアルボ教区のパソ地区。

### 人口
| アルボの人口推移 1900－2010                             |
|                                                         |
| 出典:INE（スペイン国立統計局）1900年 - 1991年、1996年 - |

## 歴史
自治体では、新石器時代の石おのが発見されており、現在ポンテベドラの県立博物館に所蔵されている。また、ミーニョ川河畔のサン・ショアン・デ・アルボ地区にはペトログリフが残されている。
アルボについての現存する最古の記録は、アルフォンソ7世によって、サンタ・マリーア・デ・メロン修道院にこの地が寄贈されたことについて記述されている。そして、現在も同修道院の特権、寄贈などに言及するおびただしい数の証文が残されている。
ポルトガル領のメルガソに、川を隔てて隣接するという地理的条件は、しばしば、アルボを直接あるいは間接的に紛争に巻き込むこととなった。フェリーペ4世統治下のポルトガル独立回復戦争、スペイン継承戦争、そしてスペイン独立戦争時の1809年2月には、この地に入るために重要なモウレンタン橋をめぐって、この地の住民とフランス兵との間で衝突が起きている。

## 経済
近年、人口の減少が著しいが、いくつかの経済分野においては、伸びている。とくに、ワイン生産の分野においては順調に伸びている。自治体内にはいくつものワイン醸造所がある。この地域の天候は良質の白ブドウ品種アルバリーニョの生産に適しており、D.O.リアス・バイシャスの一翼を担っている。また、その他の分野ではアグリツーリズムが重要分野となっている。

## 政治
自治体首長は、ガリシア国民党（PPdeG）のマヌエル・リベーラ・ドミンゲス（Manuel Rivera Domínguez）、自治体評議員はガリシア国民党：6、ガリシア民族主義ブロック（BNG）：2、A.I.AR.（Alternativa Independiente de Arbo）：2、ガリシア社会主義者党（PSdeG-PSOE）：1、となっている（2007年自治体選挙結果）。

## 教区
アルボは6の教区に分けられている。太字は自治体中心地区のある教区。
- アルボ（サンタ・マリーア）
- バルセーラ（サン・ショアン）
- カベイラス（サン・セバスティアン）
- セケリーニョス（サン・ミゲル）
- モウレンタン（サン・クリストーボ）
- セラ（サンタ・マリーア）